# Jōetsu

Joetsu (上越市 Joetsu-shi?) este un municipiu din Japonia, prefectura Niigata.